# Симпсоны (сезон 27)
Двадцать седьмой сезон мультсериала «Симпсоны» транслировался на телеканале Fox с 27 сентября 2015 года по 22 мая 2016 года.
14 мая 2015 года продюсер мультсериала Эл Джин объявил, что ветеран «Симпсонов» Гарри Ширер (голос большого количества персонажей) покидает мультфильм по истечении контракта. Однако уже 7 июля Ширер подписал новый контракт и вернулся в сериал.
В этом сезоне в качестве приглашённых звёзд появлялись: Лина Данэм («Every Man's Dream»), Эдвард Джеймс Олмос («’Cue Detective»), Йо-Йо Ма («Puffless»), Ник Кролл («Halloween of Horror»), Келси Грэммер в роли Сайдшоу Боба («Treehouse of Horror XXVI»), Кристен Белл и Дэвид Копперфильд («Friend with Benefit») и другие.
В серии «Halloween of Horror» появлялся персонаж Карла Зилера, американца, победившего в благотворительном конкурсе и получивший право быть анимированным в «Симпсонах».

## Список серий
| № общий | № в сезоне | Название                                                                            | Режиссёр           | Автор сценария   | Дата премьеры    | Произв. код | Зрители в США (млн) |
| --- | ---------- | ----------------------------------------------------------------------------------- | ------------------ | ---------------- | ---------------- | ----------- | ------------------- |
| 575 | 1          | «Мечта каждого мужчины» «Every Man’s Dream»                                         | Мэттью Настук      | Дж. Стюарт Бернс | 27 сентября 2015 | TABF14      | 3,28                |
| Гомер страдает нарколепсией и постоянно засыпает, тем не менее он не желает лечиться, а наоборот — считает, что эта болезнь освобождает его от семейных дел. Мардж принимает решение посетить семейного консультанта по вопросам брака, которая советует ей ненадолго расстаться с мужем. В это время Гомер начинает встречаться с девушкой-фармацевтом намного младше себя, а Мардж с мужчиной намного старше её. Приглашённые звёзды: Адам Драйвер, Лина Данэм, Лаура Ингрэм, Джемайма Кёрк, Заша Мэмет, Эллисон Уильямс                                   |            |                                                                                     |                    |                  |                  |             |                     |
| 576 | 2          | «Шашлычный детектив» «Cue Detective»                                                | Тимоти Бэйли       | Джоэль Х. Коэн   | 4 октября 2015   | TABF17      | 6,02                |
| Гомер вместо новой стиральной машины покупает гриль. Мясо на нём получается очень вкусным и привлекает весь город, а известный шеф-повар из Нью-Йорка вызывает Гомера на кулинарный поединок. Неожиданно гриль пропадает и Гомер впадает в прострацию. Барт и Лиза решают самостоятельно отыскать его. Приглашённые звёзды: Алтон Браун, Бобби Мойнахан, Эдвард Джеймс Олмос, Бен Шварц |            |                                                                                     |                    |                  |                  |             |                     |
| 577 | 3          | «Меньше пыхтите» «Puffless»                                                         | Роб Оливер         | Дж. Стюарт Бернс | 11 октября 2015  | TABF19      | 3,31                |
| Пэтти и Сельма бросили курить, когда узнали, что их отец умер от рака лёгких. Сельма быстро снова возвращается к курению, тогда Пэтти переезжает от неё в дом к Симпсонам. Мэгги находит общий язык с лесными животными. Приглашённые звёзды: Джон Ловитц, Йо-Йо Ма |            |                                                                                     |                    |                  |                  |             |                     |
| 578 | 4          | «Хэллоуин ужасов» «Halloween of Horror»                                             | Майк Андерсон      | Кэролин Омайн    | 18 октября 2015  | TABF22      | 3,69                |
| Лиза пугается в хэллоуиновском парке развлечений Красти и отказывается отмечать этот праздник. Трое сотрудников магазина Апу, уволенные из-за Гомера, вламываются ночью в дом к Симпсонам, чтобы отомстить. В это время Мардж пытается устроить Хэллоуин для Барта и Мэгги. Приглашённые звёзды: Ник Кролл, Блейк Андерсон |            |                                                                                     |                    |                  |                  |             |                     |
| 579 | 5          | «Домик ужасов XXVI» «Treehouse of Horror XXVI»                                      | Стивен Дин Мур     | Джоэль Х. Коэн   | 25 октября 2015  | TABF18      | 6,75                |
| «Wanted: Dead, Then Alive» (с англ. — «Разыскивается мертвец: оживший») — Сайдшоу Боб наконец-то убивает Барта, но затем начинает скучать, так как цель достигнута. При помощи специальной машины он начинает оживлять Барта и убивать множеством различных способов. «Homerzilla» (с англ. — «Гомерзилла») — пародия на фильм «Годзилла» с Гомером в главной роли. «Telepaths of Glory» (с англ. — «Триумф телепатов») — пародия на фильм «Хроника». Лиза и Милхаус получают суперспособности из-за радиации. Приглашённые звёзды: Келси Грэммер, Крис Уэдж |            |                                                                                     |                    |                  |                  |             |                     |
| 580 | 6          | «Друг с выгодой» «Friend with Benefit»                                              | Мэттью Фонан       | Роб ЛаЗебник     | 8 ноября 2015    | TABF21      | 3,48                |
| У Лизы появляется новая школьная подруга по имени Харпер, чей отец оказывается интернет-миллиардером и становится другом семьи Симпсонов. Но вскоре Лиза становится обеспокоена тем, что Харпер слишком много чего дозволено. Приглашённые звёзды: Кристен Белл, Дэвид Копперфильд |            |                                                                                     |                    |                  |                  |             |                     |
| 581 | 7          | «'Лиза через "З"» «Lisa with an 'S»                                                 | Боб Андерсон       | Стефани Гиллис   | 22 ноября 2015   | TABF20      | 5,64                |
| Когда Гомер проигрывает 5000$ в покер легенде Бродвея Лейни Фонтейн, та предлагает уладить ситуацию, если ей отдадут Лизу на месяц. Позже Гомер и Мардж начинают испытывать страх, когда Лэйни превращает Лизу в дитя шоу-бизнеса. Семейство едет в Нью-Йорк, чтобы вернуть свою дочь домой. |            |                                                                                     |                    |                  |                  |             |                     |
| 582 | 8          | «Пути славы» «Paths of Glory»                                                       | Стивен Дин Мур     | Майкл Феррис     | 6 декабря 2015   | VABF01      | 5,53                |
| Лиза занимается поисками неизвестного изобретения первой женщины-изобретателя Спрингфилда. В это время Гомер и Мардж начинают считать, что Барт может быть социопатом. Барт узнаёт об этом и начинает им подыгрывать. Его отправляют в специализированное учреждение для детей с такими проблемами, но там над детьми проводят опыты военные. |            |                                                                                     |                    |                  |                  |             |                     |
| 583 | 9          | «Бартство» «Barthood»                                                               | Роб Оливер         | Дэн Грини        | 13 декабря 2015  | VABF02      | 5,97                |
| Серия про прошлое и будущее, рассказывает историю о взрослении Барта и его противостояниях с Лизой. Пародия на фильм «Отрочество». |            |                                                                                     |                    |                  |                  |             |                     |
| 584 | 10         | «Женский код» «The Girl Code»                                                       | Крис Клементс      | Роб ЛаЗебник     | 3 января 2016    | VABF03      | 4,41                |
| Мардж побывала на работе у Гомера и сделала там несколько снимков, а затем разместила их на Facelook со смешными комментариями. Мистер Бёрнс увидел эти фотографии и уволил Гомера с АЭС. Гомер вернулся на свою самую первую работу, посудомойщиком в греческую забегаловку. Эта история вдохновила Лизу приступить к созданию приложения, которое бы предсказывало последствия различных публикаций в интернете. Приглашённые звёзды: Стивен Мерчант, Кейтлин Олсон                                                                                        |            |                                                                                     |                    |                  |                  |             |                     |
| 585 | 11         | «Подросток-мутант и неприятности из-за молока» «Teenage Mutant Milk-Caused Hurdles» | Тимоти Бэйли       | Джоэль Х. Коэн   | 10 января 2016   | VABF04      | 8,33                |
| Гомер покупает для детей новое молоко, которое содержит гормоны. У Лизы появляются прыщи, а у Барта начинают расти усы, к тому же он влюбляется в новую учительницу мисс Берреру. Однако в схватку за неё вступает и директор Скиннер. Приглашённые звёзды: София Вергара |            |                                                                                     |                    |                  |                  |             |                     |
| 586 | 12         | «Много Апу из кое-чего» «Much Apu About Something»                                  | Боб Андерсон       | Майкл Прайс      | 17 января 2016   | VABF05      | 3,95                |
| Апу ссорится со своим братом Санджеем, в результате чего племянник Санджея Джамшед начинает работать в магазине Апу и до неузнаваемости изменяет его. Приглашённые звёзды: Уткарш Амбудкар |            |                                                                                     |                    |                  |                  |             |                     |
| 587 | 13         | «Любовь — в атмосфере» «Love Is in the N2-O2-Ar-CO2-Ne-He-CH4»                      | Марк Киркленд      | Джон Фринк       | 14 февраля 2016  | VABF07      | 2,89                |
| Одинокий Профессор Фринк использует науку и советы Гомера, чтобы превратить себя в объект желания для женщин. Однако всеобщее женское внимание не делает его счастливым, тем не менее, он изобретает алгоритм, который сводит одиноких мужчин и женщин Спрингфилда. Между тем Мардж, Барт и Лиза посещают дедушку в доме престарелых и пытаются спасти его и других стариков от галлюцинаций, вызванных лекарствами. Приглашённые звёзды: Гленн Клоуз |            |                                                                                     |                    |                  |                  |             |                     |
| 588 | 14         | «Девчонка постоянной печали» «Gal of Constant Sorrow»                               | Мэттью Настук      | Кэролин Омайн    | 21 февраля 2016  | VABF06      | 3,1                 |
| После того как Барт случайно посылает тележку с пожитками одной милой бездомной женщины в реку, он позволяет ей жить в своём шкафу за небольшую плату. Когда же Лиза обнаруживает, что эта женщина ещё и невероятная фолк-певица, она предлагает ей свой шкаф и начинает планировать её концерт. Всё это время Гомер пытается достать кота, который застрял в стене дома. Приглашённые звёзды: Боб Боилен, Келси Грэммер, Натали Мэнс, Кейт Маккиннон |            |                                                                                     |                    |                  |                  |             |                     |
| 589 | 15         | «Лиза — ветеринар» «Lisa the Veterinarian»                                          | Стивен Дин Мур     | Дэн Веббер       | 6 марта 2016     | VABF08      | 3,09                |
| После того, как Лиза спасает енота, залезшего в аквапарк, она понимает, что быть ветеринаром её призвание. Она устраивается интерном в местной ветлечебнице, где получает тяжёлый опыт утраты, когда школьный хомяк умирает у неё на руках. Тем временем Мардж подрабатывает в полиции, убирая места преступлений. Приглашённые звёзды: Майкл Йорк |            |                                                                                     |                    |                  |                  |             |                     |
| 590 | 16         | «Хроники Мардж» «The Marge-ian Chronicles»                                          | Крис Клементс      | Брайан Келли     | 13 марта 2016    | VABF09      | 3,07                |
| Лиза записывается в проект по подготовке колонистов для полёта и строительства поселения на Марсе. Мардж против такой затеи, вся семья пытается переубедить Лизу. Приглашённые звёзды: Том Шарплинг, Джон Вурстер |            |                                                                                     |                    |                  |                  |             |                     |
| 591 | 17         | «Клетка Бёрнса» «The Burns Cage»                                                    | Роб Оливер         | Роб ЛаЗебник     | 3 апреля 2016    | VABF10      | 2,32                |
| Смитерс из-за обиды на мистера Бёрнса увольняется с атомной станции. Теперь, будучи в одиночестве, он чувствует себя опустошённым и Гомер решает найти ему друга. Между тем в школе дети делают постановку по фильму «Касабланка». Главная женская роль у Лизы, а главная мужская — у нового симпатичного мальчика, однако быть партнёром Лизы очень хочет Милхаус… Приглашённые звёзды: Джордж Такеи |            |                                                                                     |                    |                  |                  |             |                     |
| 592 | 18         | «Как Лиза вернула свою Мардж» «How Lisa Got Her Marge Back»                         | Боб Андерсон       | Джефф Мартин     | 10 апреля 2016   | VABF11      | 2,55                |
| Лиза сердится на Мардж, когда узнаёт, что она не любит джаз. Чтобы загладить свою вину, Мардж берёт Лизу в поездку в Нью-Йорк, где они идут на мюзикл по фильму «Несносные медведи». Барт же замечает, что его шутки больше никому не кажутся забавными, и для своих новых розыгрышей прибегает к помощи Мэгги. Приглашённые звёзды: Эндрю Рэннеллс |            |                                                                                     |                    |                  |                  |             |                     |
| 593 | 19         | «Фланд-Каньон» «Fland Canyon»                                                       | Майк Фрэнк Полчино | Дж. Стюарт Бернс | 24 апреля 2016   | VABF12      | 2,77                |
| Гомер, чтобы убаюкать Мэгги, рассказывает ей историю, которая произошла несколько лет назад, когда она ещё не родилась. История о том, как Симпсоны, вместе с семьёй Фландерсов, путешествовали в Большом каньоне. |            |                                                                                     |                    |                  |                  |             |                     |
| 594 | 20         | «Курьеру с любовью» «To Courier with Love»                                          | Тимоти Бэйли       | Билл Оденкерк    | 8 мая 2016       | VABF14      | 2,52                |
| Гомер согласился выполнить работу по транспортировке чемодана с контрабандой для мафии, чтобы получить возможность посетить Францию. Семья Симпсонов летит в Париж. Приглашённые звёзды: Джей Лено |            |                                                                                     |                    |                  |                  |             |                     |
| 595 | 21         | «Симпровизация» «Simprovised»                                                       | Мэттью Настук      | Джон Фринк       | 15 мая 2016      | VABF13      | 2,8                 |
| У Гомера не получается произнести речь перед аудиторией на АЭС. После этого Гомер начинает бояться публичных выступлений и, чтобы побороть этот страх, посещает курсы комиков-импровизаторов. Мардж строит новый домик на дереве. |            |                                                                                     |                    |                  |                  |             |                     |
| 596 | 22         | «Желтый — хит сезона» «Orange Is the New Yellow»                                    | Мэттью Фонан       | Эрик Хорстед     | 22 мая 2016      | VABF15      | 2,54                |
| Мардж отправляет Барта одного играть на детскую площадку. Одна бдительная родительница вызывает полицию, когда замечает ребёнка без присмотра и Мардж попадает в тюрьму. Там её определённо нравится, ведь у неё теперь много свободного времени и нет домашних хлопот. В это время Гомер, оказавшись в одиночестве, пытается вести домашнее хозяйство. Приглашённые звёзды: Кевин Майкл Ричардсон |            |                                                                                     |                    |                  |                  |             |                     |